# Референдум в Лихтенштейне о налоге на алкоголь (1929)
Референдум о введении налога на алкоголь в Лихтенштейне был проведён 26 мая 1929 года. Предложение было одобрено 53,9 % избирателей.

## Итоги
| Вариант                     | Голосов | %    |
| --------------------------- | ------- | ---- |
| За                          | 950     | 53.9 |
| Против                      | 812     | 46.1 |
| Недействительных бюллетеней | 86      | -    |
| Всего                       | 1,848   | 100  |
| Число избирателей/явка      | 2,261   | 81.7 |
| Источник: Nohlen & Stöver   |         |      |

## Последствия
По результатам референдума налог на алкоголь был введён. Он является единственным независимым потребительским налогом в Лихтенштейне. В основном налогообложение в стране основано на соглашениях со Швейцарией и осуществляется швейцарскими налоговыми органами по швейцарским законам. Налог на алкоголь берётся с виноградных вин и пива, а также других аналогичных алкогольных напитков и игристых вин. Не облагается этим налогом только напитки, которые потребляются непосредственно в доме изготовителя. Налог в течение длительного времени вызывал неудовольствие у гостиничного бизнеса, так как из-за него спиртные напитки в Лихтенштейне дороже, чем в соседней Швейцарии, где такого налога не существует. В результате в 1968 году был проведён ещё один референдум по алкогольному налогу. Однако, большинство избирателей высказалось за его сохранение. Налог повышался лишь один раз и составляет 10 %.